# Filipa Rodrigues
Vanessa Filipa Santos Rodrigues (* 4. September 1983 in Mangualde) ist eine ehemalige portugiesische Fußballspielerin.

## Karriere

### Vereine
Rodrigues spielte zunächst bis ins Jahr 2014 für den FD Laura Serra im Seniorinnenbereich Fußball. Anschließend kam sie für den in Ourém ansässigen und amtierenden Meister CA Ouriense in der Primeira Divisão, die höchste Spielklasse im portugiesischen Frauenfußball, zu Punktspielen. Dem westlich von Lissabon in Estoril ansässigen Ligakonkurrenten GD Estoril Praia gehörte sie von 2016 bis 2018 ebenfalls zwei Jahre an. In der Saison 2018/19 spielte sie für den Sport Lisboa e Benfica, mit dem sie am 18. Mai 2019 mit dem 4:0-Sieg über den Valadares Gaia FC der nationalen Vereinspokal gewann.

### Nationalmannschaft
Rodrigues debütierte als Nationalspielerin für den FPF in der U19-Nationalmannschaft. Für diese bestritt sie in vier Jahren 25 Länderspiele.
Ihr Debüt erfolgte am 7. April 2009 im Städtischen Stadion von Rio Maior bei der 1:3-Niederlage gegen die U19-Nationalmannschaft Belgiens mit Einwechslung für Carla Vanessa in der 81. Minute im Spiel der 2. Qualifikationsrunde für die Teilnahme an der vom 13. bis zum 25. Juli 2009 in Belarus anstehenden und altersbezogenen Europameisterschaft.
Noch im selben Spieljahr kam sie in zwei Spielen der 1. Qualifikationsrunde für die Teilnahme an der vom 24. Mai bis zum 5. Juni 2010 in Nordmazedonien vorgesehenen und altersbezogenen Europameisterschaft zum Einsatz. Die am 21. und 24. September 2009 in Lagos und Albufeira ausgetragenen Begegnungen mit der U19-Nationalmannschaft Rumäniens und der Schweizer U19-Nationalmannschaft wurden mit 1:2 und 1:4 verloren.
Auch im Vorfeld der Europameisterschaften 2011 und 2012 wurde sie in insgesamt 19 Qualifikationsspielen eingesetzt, wie auch in drei Vorbereitungsspielen (1:1 vs. Wales am 18. August 2010 in Rio Maior, 1:1 und 3:0 vs. Nordirland am 26. und 28. August 2011 in Óbidos und Rio Maior). Ihre beiden Tore gelangen ihr am 19. September 2011 beim 3:3-Unentschieden gegen die U19-Nationalmannschaft Ungarns in Mealhada und am 31. März 2012 bei der 2:3-Niederlage gegen die U19-Nationalmannschaft Tschechiens in Taveiro mit den Treffern zum 1:2-Anschluss in der 39. Minute und zur 2:1-Führung in der 26. Minute.
In der A-Nationalmannschaft wurde sie vom 26. Oktober 2011 bis zum 9. April 2015 in 13 Länderspielen berücksichtigt. Ihr Debüt erfolgte mit dem dritten Spiel der EM-Qualifikationsgruppe 7 bei der 0:3-Niederlage gegen die Nationalmannschaft Dänemarks in Barcelos. Ihr zweites EM-Qualifikationsspiel war das achte am 19. September 2012 bei der 0:2-Niederlage gegen die Nationalmannschaft Dänemarks in Vejle.
Am 2. März 2012 wurde sie einzig im zweiten Spiel der Gruppe B bei der Teilnahme ihrer Mannschaft am Turnier um den Algarve-Cup beim 4:0-Sieg über die Nationalmannschaft Ungarns eingesetzt. Im Turnier 2013 wirkte sie in den letzten beiden Spielen der Gruppe C mit. Im Freundschaftsspiel gegen die Schweizer Nationalmannschaft am 14. Januar 2014 in Funchal erlebte sie die 1:2-Niederlage spielerisch mit.
Für die angestrebte Teilnahme an der Weltmeisterschaft 2015 in Kanada kam sie zuvor im dritten und vierten Spiel der WM-Qualifikationsgruppe 5 (1:4 vs. Belgien am 31. Oktober 2014 in Antwerpen, 7:1 vs. Albanien am 12. Februar 2014 in Abrantes; 2 Tore) zum Einsatz. Es folgten drei Spiele im Turnier um den Algarve-Cup 2014 (3:2 vs. Österreich am  5. März, 1:3 vs. Russland; jeweils in Parchal, 1:2 vs. Österreich am 12. März im Spiel um Platz 11). Um diesen Platz spielte sie mit ihrer Mannschaft auch am 11. März 2015 in Parchal beim 8:7-Sieg im Elfmeterschießen gegen die Nationalmannschaft Russlands, nachdem es mit dem 3:3 (1 Tor) keinen Sieger gegeben hatte. Zu ihrem letzten A-Länderspiel ist sie in Viseu gekommen, welches gegen die Nationalmannschaft Tschechiens mit 0:4 in Freundschaft verloren wurde.

## Erfolge
- Portugiesischer Pokalsieger 2019 (mit SL Benfica)